# U12 (Berlijn)
De U12 was een lijn van de metro van Berlijn die bestond uit het oostelijke deel van de U1 en het westelijke deel van de U2 en die de stations Warschauer Straße en Ruhleben met elkaar verbond. De wisseling tussen het traject van de U1 en dat van de U2 vond plaats in station Wittenbergplatz, waar beide lijnen parallel lopen. Tussen 1966 en 1993 reed de West-Berlijnse lijn 1 (sinds 1984: U1) op het traject van de latere U12. Na de Duitse hereniging en het herstel van de doorgaande metroverbinding tussen oost en west wisselde men de westelijke eindpunten van de U1 en de U2 echter om.
De U12 werd voor het eerst in het leven geroepen in 1993 als nachtlijn; daarnaast diende de U12 als versterkingslijn tijdens grote evenementen, bijvoorbeeld in het Olympiastadion. Samen met de U9 was de U12 de eerste Berlijnse metrolijn waarop 's nachts (zij het alleen in het weekend) gereden werd. Overdag reden op het traject van de U12 de reguliere lijnen U1 en U2. In 2004 voerde men op alle metrolijnen (behalve U4) een weekendnachtdienst in en werd de U12 geschrapt.

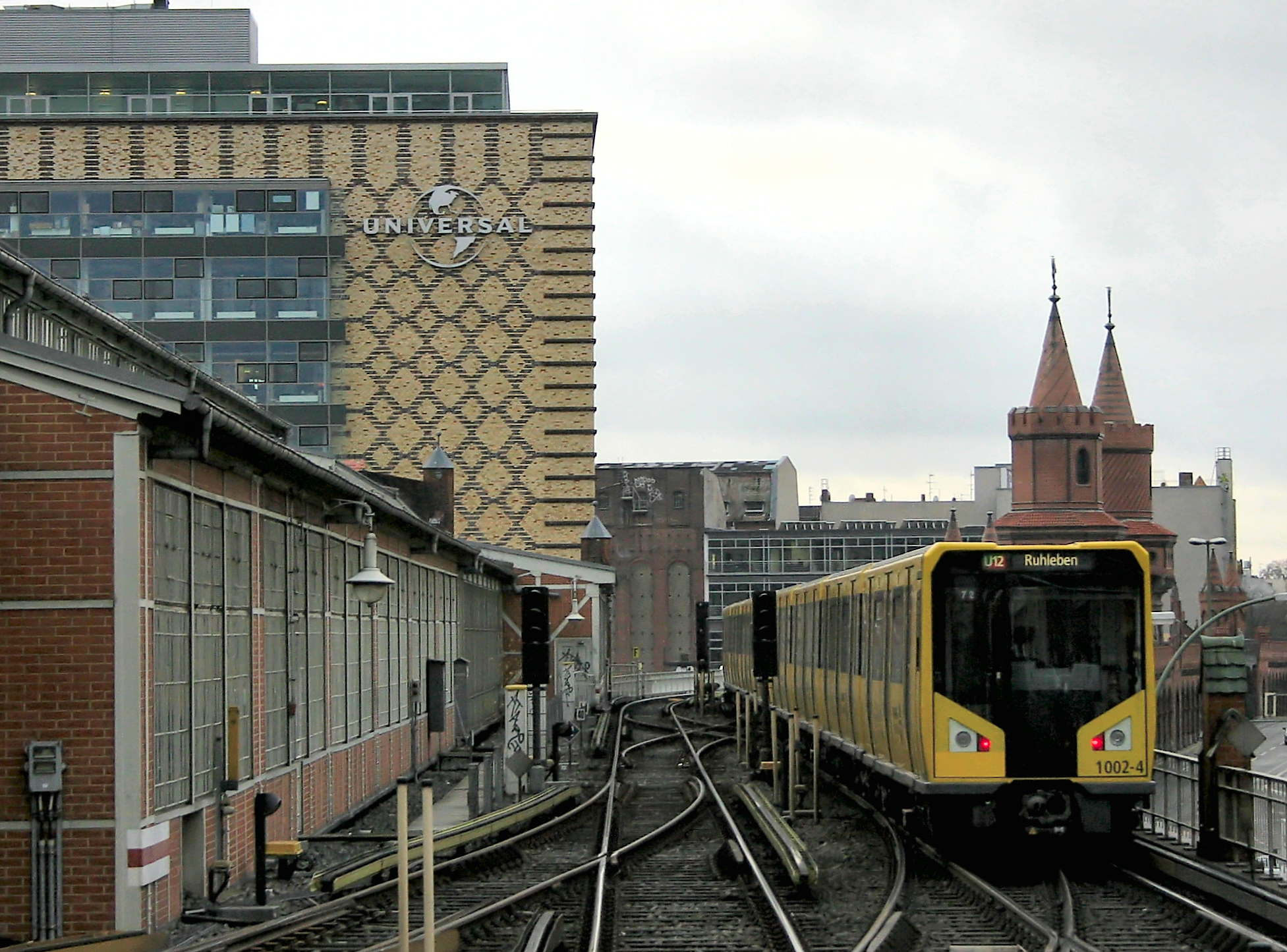
Een trein van de U12 onderweg naar Ruhleben, vlak voor de Oberbaumbrücke

In augustus 2006 keerde de lijn terug als vervanging van de U2, die vanwege werkzaamheden aan een brug tussen de stations Gleisdreieck en Bülowstraße ingekort was tot Gleisdreieck. Tussen Warschauer Straße en Nollendorfplatz nam de U12 ook de volledige dienst van de U1 over, om overcapaciteit op dit traject te voorkomen. Eind maart 2007, drie maanden later dan aanvankelijk gepland, waren de werkzaamheden op de U2 voltooid en verdween de U12 weer.
In de zomer van 2011 werd de lijn weer in het leven geroepen in verband met werkzaamheden tussen Gleisdreieck en Nollendorfplatz op het traject van de U2. Hierdoor rijdt de U2 slechts tussen Pankow en Gleisdreieck. De U1 is vanaf Uhlandstraße ingekort tot Wittenbergplatz. Het traject van deze lijnen tussen Ruhleben en Warschauer Straße werd overgenomen door de tijdelijke U12. Deze situatie duurde nog tot november 2011.
Ook in het 2e kwartaal van 2025 werd de lijn weer geactiveerd in verband met werkzaamheden tussen Gleisdreieck en Nollendorfplatz op het traject van de U2. 
Zowel de lijnkleuren (half groen, half rood) als het nummer van de U12 vormen een combinatie van de lijnen U1 en U2.